# Jászló
Ne tévesszük össze ezzel: Jászó
Jászló (korábban Jaszlóc, szlovákul Jaslovce, németül Jasslowitz) Jászlóapátszentmihály község településrésze, korábban önálló falu  Szlovákiában, a Nagyszombati kerületben, a Nagyszombati járásban. 2001-ben Jászlóapátszentmihály 1690 lakosából 1654 szlovák volt.

## Fekvése
Nagyszombattól 12 km-re észak-északkeletre fekszik.

## Története
1438-ban említik először.
Fényes Elek geográfiai szótárában "Jászlócz, tót falu, Pozson most Nyitra vmegyében, a Blava vize mellett, Nyitra megye szélén 482 kath., 4 zsidó lak. Földe dombos és meglehetős, szűk rét és legelő, vizimalom a Blava vizén. F. u. gr. Erdődy Józsefné. Ut. p. Nagy-Szombat."  Archiválva 2007. szeptember 27-i dátummal a Wayback Machine-ben
1910-ben 576, túlnyomórészt szlovák lakosa volt. A trianoni békeszerződésig Pozsony vármegye Nagyszombati járásához tartozott. Ma Apátszentmihállyal egyesítve alkotja Jaslovské Bohunice községet.

## Nevezetességei
- Jászló legrégibb műemléke az 1773-ból származó Pieta szobor.
- Szent Vendel szobra 1798-ban készült.

## Külső hivatkozások
- Hivatalos oldal
- Községinfó
- A község Szlovákia térképén